# Oleg Zurabiani
Oleg Zurabiani –en georgiano, ოლეგ ზურაბიანი– (15 de mayo de 1957) es un deportista soviético que compitió en judo. Ganó una medalla de plata en el Campeonato Europeo de Judo de 1976 en la categoría de –63 kg.
Participó en los Juegos Olímpicos de Montreal 1976, donde finalizó decimoctavo en la categoría de –63 kg.

## Palmarés internacional
| Campeonato Europeo | Campeonato Europeo | Campeonato Europeo | Campeonato Europeo |
| Año                | Lugar              | Medalla            | Categoría          |
| ------------------ | ------------------ | ------------------ | ------------------ |
| 1976               | Kiev (URSS)        | Medalla de plata   | –63 kg             |